# Analizna kemija
Analizna kemija je področje kemije, ki preučuje ločevanje, prepoznavanje in kvantificiranje  kemičnih sestavin naravnih in umetnih snovi. S kvalitativno analizo se ugotavlja prisotnost nekega elementa, iona, spojine ali funkcionalne skupine, s kvantitativno analizo pa njihovo vsebnost v preiskovani snovi. Analize se običajno opravljajo na ustrezno pripravljenih vzorcih.
Analitske metode se delijo na klasične in instrumentalne. Klasične metode, znane tudi kot mokra kemija, za ločevanje uporabljajo na primer obarjanje, ekstrakcijo in destilacijo, za  kvalitativno analizo pa na primer barvo, vonj ali tališče. Klasična kvantitativna analiza se opravi z merjenjem mase ali volumna. Instrumentalne metode uporabljajo aparate za merjenje fizikalnih količin, na primer absorpcije svetlobe, fluorescence ali električne prevodnosti. Komponente se ločujejo na primer s kromatografijo, elektroforezo ali frakcioniranjem  v laminarnem toku (FFF).
Analizna kemija se ukvarja tudi z izpopolnjevanjem načrtovanja poskusov, kemometrijo in oblikovanjem novih merilnih orodij in metod, ki dajejo natančnejše rezultate. Analizna kemija se uporablje tudi v forenziki, okoljski analizi in drugod.

## Zgodovina
Analizna kemija je pomembna od samega začetka kemije. V prvem obdobju sta k njenemu  razvoju pomembno prispevali sistematična elementarna analiza Justusa von Liebiga in sistematična organska analiza, ki je temeljila na značilnih reakcijah funkcionalnih skupin.
Prva instrumentalna analiza je bila plamenska emisijska spektrometrija. Razvila sta je Robert Bunsen  in Gustav Kirchhoff, ki je poleg tega odkril tudi elementa rubidij (Rb) in cezij (Cs). 
Večina ključnih  dosežkov v razvoju analizne kemije se je zgodila po letu 1900. V tem obdobju je vedno pomembnejšo vlogo dobivala instrumentalna analiza. Na začetku 20. stoletja so odkrili še posebej veliko osnovnih spektroskopskih in spektrometrijskih tehnik, ki so jih izpopolnili  v poznem 20. stoletju.
Vzporedno z analizno kemijo so se s podobnim tempom razvijale tudi metode za ločevanje snovi in se nazadnje razvile v visoko zmogljive naprave, na primer v plinske kromatografe in masne spektrografe. Od 1970. let dalje se veliko tehnik uporablja skupaj, s čimer se doseže bolj popolno karakterizacijo vzorcev.
Analizna kemija, ki se je posvečala predvsem anorganskim snovem in majhnim organskim molekulam, se je v 1970. letih začela ukvarjati tudi z biološkimi vprašanji in se razvila v bioanalizno kemijo. V kemiji so se kot sonde ali prožilci in regulatorji kemijskih reakcij začeli uporabljati laserji. V poznem 20. stoletju se je analizna kemija začela vedno bolj ukvarjati tudi s kriminalističnimi, okoljskimi, industrijskimi in medicinskimi vprašanji, na primer s histologijo.
V sodobni analizni kemiji prevladujejo instrumentalne metode. Mnogo analitskih kemikov se zaradi njihovih zahtevnosti ukvarja z enim samim tipom aparatov, akademiki pa se osredotočajo predvsem na nove aplikacije in odkrivanje novih analitskih metod. Eno od novih področij raziskav je odkrivanje kemijskih snovi v krvi, ki povečujejo verjetnost rakavih  obolenj. V razvoj novih metod se vključujejo laserji z nastavljivo valovno dolžino, s katerimi bi se lahko povečala razločljivost in občutljivost spektroskopskih metod. Mnogo že razvitih metod se zavestno ne spreminja, da bi bili njihovi rezultati primerljivi v daljšem časovnem obdobju. To je še posebej pomembno v zagotavljanju kakovosti  v  industrijskih procesih in varovanju okolja. Analizna kemija igra izredno veliko vlogo tudi v farmacevtski industriji, predvsem v zagotavljanju kakovosti v industrijskih procesih, odkrivanju kandidatov za nova zdravila in kliničnih aplikacijah, v katerih je kritično vzajemno delovanje zdravila in pacienta. 

## Klasične metode
Četudi v sodobni analizni kemiji prevladujejo visoko razvite instrumentalne metode, so korenine analizne kemije in nekateri principi, ki jih uporabljajo sodobni instrumenti, v tradicionalnih analitskih tehnikah. Nekatere tradicionalne tehnike se še vedno uporabljajo in so sestavni del poučevanja analizne kemije v srednjih šolah in dodiplomskem študiju. 

### Kvalitativna analiza
Kvalitativna analiza po definiciji ne ugotavlja količin, se pravi mase ali koncentracije, ampak samo prisotnost določene snovi.  
Anorganska kvalitativna analiza na splošno pomeni sistematično shemo za ločevanje in potrjevanje prisotnosti v vodi raztopljenih ionov, praviloma kationov elementov. Ioni s podobnimi kemijskimi lastnostmi se najprej z nizom postopkov ločijo v več razredov,  potem pa se v posameznem razredu s specifičnimi reakcijami potrjuje prisotnost določenega iona. V shemo so  včasih vključeni nekateri anioni, na primer CO32- in S2-. Po uvedbi sodobnih metod se takšni preskusi opravljajo zelo redko, še vedno pa so predmet poučevanja v šolah in na terenu, kjer sodobni instrumenti niso na razpolago. 

#### Kemijski preskusi
V kvalitativni analizni kemiji se uporabljajo številni specifični preskusi, na primer preskušanje zlata z močno kislino in   Kastle–Meyerjev preskus za ugotavljanje prisotnosti krvi.

#### Plamenska reakcija
Plamenska reakcija je analitska metoda, s katero se ugotavlja prisotnost določenih elementov, praviloma kovinskih kationov. Metoda temelji na značilnih emisijskih spektrih elementov.  Barva plamena je na splošno odvisna tudi od njegove temperature. 

### Kvantitativna analiza

#### Gravimetrična analiza
Gravimetrična analiza vključuje določanje količino snovi s tehtanjem vzorca pred in/ali po neki pretvorbi. Na tak način se določa na primer vsebnost vode v hidratih: s segrevanjem vzorca se iz njega izloči vodo, njena količina pa se izračuna s tehtanjem vzorca pred sušenjem in po njem.  

#### Volumetrična analiza
Titracija je dodajanje reaktanta v raztopino vzorca, dokler se ne doseže neka ekvivalentna točka. Iz količine in koncentracije reaktanta se izračuna količina določene snovi v raztopini. Med najbolj pogoste vrste titracij spadajo kislo-bazične titracije, v katerih se ekvivalentna točka ugotavlja s spremembo barve indikatorja. Med druge vrste titracij spadajo na primer potenciometrične titracije, v katerih se za ugotavljanje ekvivalentne točke uporabljajo različni indikatorji, na primer pH meter. 

## Instrumentalne metode

### Spektroskopija
Spektroskopija meri vzajemni odziv molekul in elektromagnetnega valovanja. V spektroskopijo spada veliko različnih aplikacij: atomska absorpcijska spektroskopija, atomska emisijska spektroskopija, spektroskopija v UV, vidni in IR svetlobi, rentgenska fluorescenčna spektroskopija, ramanska spektroskopija, dvojna polarizacijska interferometrija, jedrska magnetna resonančna spektroskopija, fotoemisijska spektroskopije, Mössbauerjeva spektroskopija in druge. 

### Masna spektrometrija
Masna spektrometrija je zelo učinkovita tehnika za identifikacijo snovi na osnovi analize ionov, nastalih iz osnovne molekule. Metoda temelji na merjenju razmerja masa/naboj molekul s pomočjo električnega ali magnetnega polja. Za ionizacijo preiskovane snovi se uporablja več metod: bombardiranje z elektroni ali hitrimi atomi, kemična ionizacija, laserska desorpcijska ionizacija in druge. V masni spektrometriji se uporabljajo različni analizatorji: magnetni sektorski masni analizator, kvadripolni masni analizator, kvadripolna ionska zanka, ionska ciklotronska resonanca in drugi. Metoda je zelo občutljiva, saj se z njo lahko zaznajo tudi vsebnosti v območju ng do pg. Spodnja meja detekcije je pogosto odvisna od uporabljenega postopka ionizacije.

### Elektrokemijska analiza
Z elektrokemijskimi metodami se merita potencial (V) in/ali tok (A) v elektrokemijski celici z analitom. Metode se razvrščajo  po tem, kateri parametri se merijo. Najpomembnejše so tri kategorije: potenciometrija, ki meri razlike v elektrodnih potencialih (V), kulometrija, ki meri količino pretečene elektrenine (As, Ah), in voltametrija, ki meri tok skozi celico v odvisnosti od celičnega potenciala (A/V).  

### Termična analiza
Kalorimetrija in termogravimetrična analiza merita interakcijo med snovjo in toploto. 

### Ločevanje komponent
S separacijskimi procesi se kompleksne zmesi ločijo na več enostavnih komponent. Najbolj značilne metode so kromatografija, elektroforeza in frakcioniranje v laminarnem toku (FFF). 

### Hibridne tehnike
Hibridne tehnike so kombinacije omenjenih tehnik. Nekaj hibridnih tehnik je že utečenih, nekaj novih pa je še v razvoju. Mednje hibridne tehnike spadajo  masna kromatografija-masna spektrometrija, plinska kromatografija-infrardeča spektroskopija, tekočinska kromatografija-masna spektrometrija, tekočinska kromatografija-jedrska magnetna resonančna spektroskopija, tekočinska kromatografija-infrardeča  spektroskopija in kapilarna elektroforeza-masna spektrometrija.
Hibridne tehnike ločevanja so kombinacije dveh ali več tehnik za odkrivanje in ločevanje snovi iz raztopin. Najpogostejša tehnika je ena od kromatografij. Tehnike se na široko uporabljajo tudi v biokemiji. 

### Mikroskopija
Vizualizacija ene same molekule, posameznih  celic, bioloških tkiv in nano materialov je pomemben in velik izziv v analitski znanosti. Mikroskopija se deli na tri glavna področja:  optična mikroskopija, elektronska mikroskopija in mikroskopija s skenirajočo sondo. Slednja  v zadnjem času hitro napreduje, predvsem  zaradi hitrega razvoja računalnikov in digitalnih kamer.

### Laboratorij na čipu
Mikroreaktor je integriran laboratorij na enem samem čipu, velikem od nekaj mm² do nekaj cm², ki je sposoben rokovati z ekstremno majhnimi volumni tekočin do manj kot pikolitra. 